# Schildmaagd

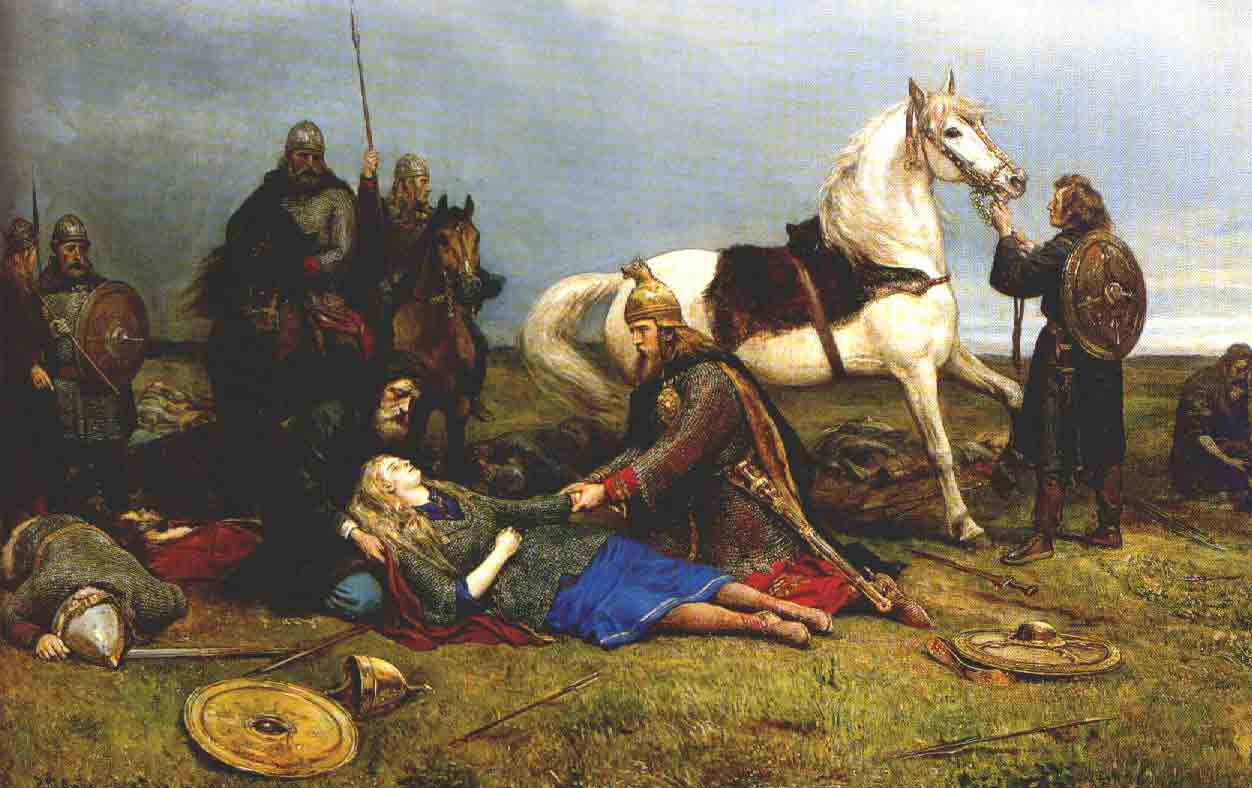
De dood van Hervor in de slag tegen de Hunnen. Peter Nicolai Arbo

 Een schildmaagd is een zelfstandige, meestal ongehuwde vrouw 'die haarzelf toebehoort' en die heeft gekozen om te leven als krijger. Ze worden dikwijls vermeld in de Scandinavische mythologie, in sagen als de Hervarar saga en de Gesta Danorum. 
Volgens het Nordisk familjebok, verschijnen schildmaagden ook in verhalen van andere  Germaanse volkeren: de Goten, de Cimbren en de Marcomannen. Ze waren de inspiratie van J.R.R. Tolkien voor Éowyn.
Voorbeelden van schildmaagden uit de sagen zijn Brünnhilde in de Volsunga saga, Hervor in de Hervarar saga,  Brünnhilde uit de Bósa saga ok Herrauds, de Zweedse prinses Thornbjörg in Hrólfs saga Gautrekssonar en Hed, Visna en Veborg in de Gesta Danorum.
Volgens Saxo Grammaticus vochten 300 schildmaagden aan de Deense kant in de slag bij Bråvalla in 750.